# Videoton TVC
TV Computer је био кућни рачунар фирме Videoton који је почео да се производи у Мађарској током 1983. године.
Користио је Z80 микропроцесорску јединицу а РАМ меморија рачунара је имала капацитет од 32 KB или 64 KB, зависно од модела.
Као оперативни систем коришћен је TVC OS, UPM (special CP/M for TVC), VT-DOS (DOS 3.10 компатибилан).

## Детаљни подаци
Детаљнији подаци о рачунару TV Computer су дати у табели испод.
|                       |                                                                                   |
| [ 1 ]                 |                                                                                   |
| Произвођач            |                                                                                   |
| Тип                   | кућни рачунар                                                                     |
| Меморија              | 32 или 64 KB, зависно од модела                                                   |
| Поријекло             | Мађарска                                                                          |
| Година                | 1983                                                                              |
| Тастатура             | тастатура са пуним помаком тастера, мађарски распоред (QWERTZ)...                 |
| Процесор              |                                                                                   |
| Фреквенција процесора | 3,125 Mhz                                                                         |
| RAM                   | 32 или 64 KB, зависно од модела                                                   |
| ROM                   | 20 (OS+Basic), 24 највише                                                         |
| Текст                 | 64 x 24                                                                           |
| Графика               | 128 x 240 (16 боја), 256 x 240 (4 боје), 512 x 240 (2 боје)                       |
| Боја                  | 16                                                                                |
| Звук                  | 1 канал                                                                           |
| Димензије             | 46 (ширина) x 19 (дубина) x 11(висина) cm / 2.8 kg (+ 0.8 kg за посебно напајање) |
| Портови               |                                                                                   |
| Оперативни систем     |                                                                                   |